# Andasol
Andasol ist ein Komplex aus drei solarthermischen Kraftwerken in der spanischen Provinz Granada, dessen Höchstleistung etwa 3×50 bzw. 150 Megawatt (MW) beträgt. Im Jahresmittel werden jedoch nur 3×20 bzw. gesamt 60 MW (brutto) gesamt erreicht. Die Kraftwerke wurden von dem 2011 in Konkurs gegangenen Erlanger Unternehmen Solar Millennium initiiert und entwickelt.
Der Komplex besteht aus drei Kraftwerken, dem seit Mitte 2009 im Regelbetrieb befindlichen Andasol 1, dem seit Ende 2009 Strom ins Netz liefernden Andasol 2 und dem jüngsten der drei Kraftwerke Andasol 3, das seit September 2011 in Betrieb ist.
Der Standort des Kraftwerks-Komplexes liegt im Gemeindegebiet von Aldeire und La Calahorra in der Region Marquesado del Zenete. Er befindet sich 10 km südöstlich von Guadix in der spanischen Provinz Granada.

## Allgemeines
Jedes der drei Andasol-Kraftwerke steht auf einer Grundfläche von etwa 1,95 km² (1300 × 1500 m in Nord-Süd-Ausrichtung). Der Zugang zum Hochspannungsnetz erfolgt durch Anbindung an eine 400-kV-Leitung bei Huéneja in zirka 7 km Entfernung.
Für das Solarfeld wurde die von Solar Millennium entwickelte Parabolrinnen-Technik „Skal-ET“ eingesetzt. Der Spitzenwirkungsgrad liegt bei dieser Technologie bei rund 70 %. Im Jahresmittel beträgt der theoretische Wirkungsgrad für diese Technik etwa 50 %. Jedes der drei Solarfelder besitzt 209.664 Parabolspiegel auf einer Solarfeldgröße von 510.120 m² sowie 22.464 Absorberrohre („Receiver“) von je 4 Meter Länge, daneben 624 Sonnensensoren. Die jährliche Direktnormalstrahlung (DNI) beträgt für jedes der drei Solarfelder 2.136 kWh/(m²*a). Für die Umsetzung dieser DNI in elektrische Energie ergibt sich für die Gesamtanlage im Jahresmittel ein durchschnittlicher Wirkungsgrad von etwa 15 %. Der durchschnittliche Spitzenwirkungsgrad liegt bei etwa 28 %. Die Lebenserwartung einer einzelnen Anlage wird auf mindestens 40 Jahre geschätzt.
Der Wasserbedarf eines Andasol-Kraftwerks für die Kühlung des Dampfes beträgt rund 870.000 m³ pro Jahr und wird aus Grundwasser gedeckt, welches aufgrund der Nachbarschaft der Sierra Nevada in für spanische Verhältnisse überdurchschnittlichem Maße verfügbar ist.
Die prognostizierte Leistung jeder Andasol-Einheit sollte nach Eigenangaben der Betreiber Strom für 200.000 Einwohner Spaniens substituieren. Vorausgesetzt wurde dabei jedoch nur ein privater Haushaltsverbrauch von etwa 850 kWh pro Einwohner und Jahr. Erste konkrete Zahlen lieferte dann der Geschäftsbericht der Stadtwerke München 2012. Demnach entsprach die anteilig produzierte Strommenge von Andasol3 im Jahr 2012 und 2013 dem Stromverbrauch von 33.000 durchschnittlichen Münchner Haushalten. In einer anderen Rechnung wird anstelle des rein privaten Stromverbrauches einer Person der Gesamtstromverbrauch, bestehend aus privatem Verbrauch, Industrie, Infrastruktur, öffentlicher Personennahverkehr usw. auf den einzelnen Einwohner umgerechnet. Dies ergibt den deutlich höheren Stromverbrauch von knapp 6000 kWh pro Einwohner und Jahr. Bei dieser Rechnung substituierte also jede der drei Andasol-Anlagen in den Jahren 2012 und 2013 den Gesamtstrombedarf von etwa 27.500 Einwohnern Spaniens.

## Wirtschaftlichkeit
Werden die reinen Baukosten von 300 Millionen Euro für Andasol1 bis 400 Millionen Euro für Andasol 3 gleichmäßig auf die zu erwartenden Laufzeiten von jeweils 40 Jahren verteilt, ergeben sich für Andasol 1 Kosten von 7,5 Millionen Euro pro Jahr und für Andasol 3 10 Millionen Euro pro Jahr. Ohne Berücksichtigung der laufenden Wartungs-, Personal- und sonstigen Kosten ergibt sich damit aus der jährlichen prognostizierten Stromproduktion (die tatsächliche ist noch unbekannt) ein prognostizierter Strompreis von 6,8 Cent bis 9,1 Cent pro kWh allein aus Abschreibung. Die zu erwartenden Betriebskosten können den Strompreis allerdings schon sehr früh etwa auf das Doppelte erhöhen. Zusätzlich entstehen im Winter über die Verbrennung von Erdgas beträchtliche Fremdenergiekosten für die Beheizung der Speicher. Hierfür werden bis zu 3 Millionen m³ Erdgas oder zirka 1,5 Millionen Euro pro Jahr prognostiziert, die den Strompreis um knapp 10 % erhöhen werden. Die prognostizierte Produktion von 110 GWh/a je Andasoleinheit liegt dabei etwas über bereits veröffentlichten Produktionszahlen von US-amerikanischen Parabolrinnen-Kraftwerken. So erreichen SEGS I bis IX in Kalifornien und Nevada Solar One nur eine Gesamtproduktion von rund 1,8 GWh pro Megawatt Kraftwerksleistung jährlich.
Konstruktionsbedingt werden die Erträge im Lauf der 40 Jahre sinken und die Instandhaltungskosten steigen. Bei Andasol 3 ist laut Emissionsprospekt des Andasol-3-Fonds wegen der ständig nötigen Reinigung und damit einhergehenden Abnutzung der Spiegelflächen ein baldiger und deutlicher Rückgang der theoretisch möglichen Stromproduktion zu erwarten. Allerdings sagte ein Werbeprospekt von Solar Millennium mit einem Rückgang der Stromproduktion von maximal 0,3 % pro Jahr auch das Gegenteil aus. Die Instandhaltungskosten werden aufgrund von Korrosion und Abnutzung innerhalb der vierzigjährigen Laufzeit vermutlich erheblich steigen.
Die Rentabilität der Andasol-Kraftwerke hängt auch sehr stark von der Einspeisevergütung in Spanien ab. Diese wurde zum 1. Januar 2013 von der spanischen Regierung so stark gekürzt, dass es 2015 zu einer Klage gegen den spanischen Staat vor dem ICSID kam. Der größte Anteilseigner – die Stadtwerke München – musste aufgrund dieser Kürzungen auf die Anlage 64 Millionen Euro abschreiben. Rheinenergie, als weiterer Anteilsinhaber, musste 17 Millionen Euro abschreiben. RWE Innogy und die Ferrostaal AG melden ebenfalls „erhebliche“ Verluste. Trotz dieser Abschreibungen erklärten die Stadtwerke München 2013 in einer Pressemitteilung, dass Andasol 3 immer noch wirtschaftlich betrieben werden kann, da das Projekt ein Mehrfaches an den laufenden Kosten erwirtschaften kann. Konkrete Zahlen zur Bilanz (Produktion, Kosten usw.) von Andasol3 werden in dieser Pressemeldung nicht genannt. Die Einspeisevergütung für Andasol lag im Jahr 2015 laut einem Zeitungsbericht der TZ-München bei 29 Cent pro Kilowattstunde. Im Dezember 2019 wurde die Klage vom ICSID abgelehnt.

## Technik
Die drei Kraftwerke der Andasol-Reihe sind nahezu baugleich. Für die Umwandlung der einfallenden Sonnenstrahlung wird bei allen Andasol-Kraftwerken die Parabolrinnen-Technik eingesetzt. Dabei wird das Sonnenlicht mit Spiegeln auf ein Absorberrohr fokussiert. Das darin enthaltene synthetische Wärmeträger-Öl wird durch die gebündelte Sonnenstrahlung auf 400 °C erhitzt. Dieses Öl erzeugt dann weiter über einen Wärmeübertrager Dampf, der die Kraftwerksturbinen antreibt.
Damit das Kraftwerk auch nachts Energie liefert, kann das Wärmeträger-Öl alternativ durch einen Salzspeicher geleitet werden. Dieser thermische Speicher fasst 28.500 Tonnen Salz, seine Kapazität reicht für 7,5 Stunden Volllastbetrieb aus. Verwendet wird ein Flüssigsalzgemisch bestehend aus 60 % Natriumnitrat (NaNO3) und 40 % Kaliumnitrat (KNO3). Dieser Salzvorrat muss ständig im geschmolzenen Zustand erhalten bleiben (Bereich von 250° bis 350°). Sinkt die Temperatur unter 240 °C, wird das Salz fest und die Anlage irreparabel zerstört. Schmelzsalzspeicher dieser Größenordnung sind ein Novum, das Referenzobjekt Solar Two in Barstow (Kalifornien) war deutlich kleiner. Die Speichergröße betrug dort nur etwa 15 % des Andasol-Speichers. Die Anbieter des Andasol-3-Fonds wiesen auf dieses Problem ausdrücklich hin. Bei einer vorzeitigen und endgültigen Beendigung des Betriebs der Kraftwerke ist deswegen ein gesamter „Verlust der Einlagen“ möglich.
Der Salzspeicher jedes Andasol-Kraftwerks befindet sich in jeweils zwei Tanks mit unterschiedlicher Temperatur von 14 m Höhe und 36 m Durchmesser. Im Salzspeicher gibt das Öl über einen Wärmeübertrager seine Wärme an die flüssige Salzschmelze ab. Mit dem erhitzten flüssigen Salz kann dann bei Bedarf über denselben Wärmeübertrager wieder das Öl erhitzt werden. Mit dem heißen Öl wird wiederum Dampf erzeugt, welcher wie in einem Wärmekraftwerk einen Turbosatz antreibt. Im Wesentlichen unter Nutzung von Grundwasser aus Brunnen am Standort wird der Dampf mit Hilfe von Kühltürmen per Verdunstung gekühlt.
Wenn die Sonneneinstrahlung nicht ausreicht, um drohende Salzstarre im Speicher zu verhindern, werden die Speicher mit Erdgas geheizt. Dieser Erdgasverbrauch ist mit ca. 15 % der Gesamtenergieproduktion von Andasol kalkuliert (festgelegt in der Vereinbarung über die Einspeisevergütung). Je Andasol-Einheit dürfen deswegen jährlich ca. 25.000 MWh bzw. ca. 3 Millionen m3 Erdgas für die Speicherheizung verwendet werden.
Der Turbinenkreislauf des Kraftwerks weist folgende Leistungsdaten aus: Die Turbinenleistung beträgt bei Andasol 1 maximal 49,9 MW. Bei prognostizierten jährlichen 2.200 Betriebsstunden unter Volllast ergibt sich eine jährliche Brutto-Stromerzeugung von 110 GWh, was einer mittleren Turbinenleistung von 20 MW entspricht. Der Turbinenkreislauf arbeitet bei der Umsetzung der gespeicherten Wärme in elektrische Energie mit einem Spitzenwirkungsgrad von rund 40 %, bzw. 30 % im Jahresmittel.

## Wasserverbrauch
Zur Kühlung des Dampfes im Generatorkreislauf werden bei jedem Andasol-Kraftwerk rund 870.000 m³ Wasser pro Jahr verbraucht (verdampft). Durch die Nähe des Gebirges der Sierra Nevada ist dies an diesem Standort relativ einfach ersetzbar, obwohl gerade im Süden Spaniens Wassermangel herrscht. Die Menge des verbrauchten Wassers entspricht nach Angaben des Betreibers in etwa der Menge Wasser, die eine Stadt mit 20.000 Einwohnern braucht oder zur Produktion von Weizen auf einer solchen Fläche im gleichen Zeitraum gebraucht werden. Hier ist aber zu beachten, dass Weizen oft Regenwasser, Andasol aber nur hochwertigeres Grundwasser nutzt. Die Wassernutzung von nordeuropäischen Kraftwerken liegt bei ca. 1,9 bis 2,6 l/kWh (Ausnahme hier: AKWs mit 3,2 l/kWh).
Am Standort der Andasol-Anlage herrschen andere meteorologische Bedingungen (Umgebungstemperatur und -feuchte) als bei eher nördlich gelegenen Standorten der konventionellen Anlagen mit niedrigerem Wasserverbrauch. Je wärmer und trockener die Umweltbedingungen sind, desto höher ist der Kühlwasserverbrauch eines thermischen Kraftwerks mittels Verdunstung von Wasser.
Der Wasserverbrauch durch Verdunstung ist im Kraftwerk Andasol mit ca. 7,9 l/kWh (errechnet aus Angaben oben, 870.000 m³/110 GWh) deutlich höher als bei nordeuropäischen Kraftwerken, da ausschließlich Kühlung durch Verdunstung möglich ist. Bei den Kraftwerken in Nordeuropa ist dagegen ein Verbrauch durch Kühlung im Durchlaufverfahren (Erwärmung von Fließwasser ohne Verdunstung) möglich. Die Anbieter des Andasol-3-Fonds wiesen auf dieses Kühlwasserproblem ausdrücklich hin. Bei einer vorzeitigen und endgültigen Beendigung des Betriebs der Anlagen ist deswegen ein gesamter „Verlust der Einlagen“ möglich.

## Flächenverbrauch
Andasol überbaut je Einheit ca. 2 km² landwirtschaftliche Fläche (inklusive der Zuwegungen). Umgerechnet auf die ca. 20.000 Einwohner (EW), deren Stromversorgung durch jede Andasoleinheit substituiert wird (gerechnet der tatsächliche Gesamtstromverbrauch und nicht der rein private), wären das ungefähr 2,5 % der Agrarfläche, die diesen Einwohnern Spaniens theoretisch zur Verfügung steht. Zum Vergleich: Photovoltaik benötigt ungefähr 60 % dieser Fläche (PV-Durchschnittertrag in Südspanien ca. 1,6 kWh/a·Wp oder 1600 Volllaststunden), neun Windkraftanlagen des Typs E-126 (Enercon, 7,5 MW) produzieren ebenfalls Strom für 20.000 EW wie eine Andasoleinheit und benötigen mit rund 0,5 ha pro Anlage (davon ca. 500 m² für die Anlage selbst) wenig bis keine Agrarfläche, da Speicher für Strom (i. d. R. Pumpspeicher-KW) in entfernterer gebirgiger Gegend gebaut werden.

## Auszeichnung
Solar Millennium wurde für die Initiierung und Entwicklung der Andasol-Kraftwerke im Mai 2008 mit dem Energy Globe Award in der Kategorie „Fire“ ausgezeichnet. Mit dem Energy Globe Award in dieser Kategorie werden innovative Projekte zur umweltfreundlichen Energieerzeugung prämiert.

## Betrieb
Andasol 1
Produziert seit Anfang 2009.
Andasol 2
Hat Ende 2009 die Testphase abgeschlossen.
Andasol 3
Abschluss der Testphase im September 2011.
| Jahr | Ertrag    |
| ---- | --------- |
| 2013 | 081,7 GWh |
| 2014 | 148,9 GWh |
| 2015 | 143,4 GWh |
| 2016 | 146,9 GWh |
| 2017 | 161,2 GWh |
| 2018 | 134,1 GWh |
| 2019 | 171,1 GWh |
| 2020 | 155,1 GWh |
| 2021 | 132,3 GWh |
| 2022 | 129,5 GWh |
| 2023 | 151,4 GWh |
| 2024 | 145,3 GWh |

Damit hat man zumindest in den Jahren 2017 und 2019 die 2009 prognostizierte Produktionsmenge von 170 GWh/Jahr (850 kWh für 200.000 Einwohner Spaniens) annähernd erreicht oder übertroffen.

## Die drei Kraftwerke im Einzelnen

### Andasol 1
Andasol 1 ist das als erstes fertiggestellte solarthermische Kraftwerk der Andasol-Reihe; es ging im Dezember 2008 ans Netz und wurde am 1. Juli 2009 offiziell eingeweiht. Es ist das erste Solarkraftwerk Europas und mit 510.000 Quadratmetern Kollektorfläche auf einer Grundfläche von 1300 m × 1500 m das derzeit größte Parabolrinnenkraftwerk Europas.
Für die Projektentwicklung von Andasol 1 war das Erlanger Unternehmen Solar Millennium verantwortlich. Die Investitionskosten wurden auf 300 Millionen Euro veranschlagt. Partner der Solar Millennium für die Errichtung des Kraftwerks ist der spanische Baukonzern Grupo Cobra, ein Tochterunternehmen des Bau- und Telekommunikationskonzerns Grupo ACS. Die Grupo Cobra verantwortet den Bau des Kraftwerks und hält 75 % der Anteile der Kraftwerksgesellschaft Andasol 1 S.A. Das Technologieunternehmen Flagsol GmbH, eine hundertprozentige Tochtergesellschaft der Solar Millennium, übernahm die technische Planung, also auch Auslegung, Bauüberwachung und Steuerung für das Solarfeld.
Die Grundsteinlegung fand am 20. Juli 2006 statt. Der Standort liegt auf der Hochebene von Guadix in der Provinz Granada. Nach einer Bauzeit von etwa zwei Jahren wurde im Oktober 2008 der Testbetrieb aufgenommen. Im Dezember 2008 erfolgte die Anbindung an das Stromnetz; der reguläre Betrieb startete Anfang 2009, wobei die Testphase offiziell noch nicht abgeschlossen war.
Das Kraftwerk Andasol 1 ist Eigentum der Kraftwerksgesellschaft Andasol 1 Central Termosolar Uno, S.A. mit Sitz in Aldeire in Spanien. Diese Gesellschaft ist zu einem Aktienanteil von 75 % im Besitz der Cobra Sistemas y Redes, S.A. mit Sitz in der spanischen Hauptstadt Madrid. Cobra Sistemas y Redes selbst ist ein Unternehmen in der ACS/Cobra-Gruppe. Die restlichen 25 % der Anteile an der Kraftwerksgesellschaft hielt die Solar Millennium Verwaltungs GmbH, ein am 23. September 1998 gegründetes Tochterunternehmen der Solar Millennium AG mit Sitz in Erlangen. Am 16. Juli 2009 hat Solar Millennium seine restlichen 25 % an die ACS/Cobra-Gruppe veräußert.
| Geographische Daten             | Geographische Daten                        |
| ------------------------------- | ------------------------------------------ |
| Standort                        | Aldeire, 10 km östlich von Guadix, Spanien |
| Koordinaten                     | 37°13′N 3°04′W                             |
| Höhe                            | 1100 msnm                                  |
| Kraftwerk                       |                                            |
| Inbetriebnahme                  | Ende 2008                                  |
| Parabolspiegel                  | 209.664 Stück                              |
| Kollektorfläche                 | 510.120 m²                                 |
| Grundfläche                     | 1300 m × 1500 m                            |
| Turbine                         |                                            |
| Spitzenwirkungsgrad             | ca. 40 %                                   |
| Wirkungsgrad im Jahresmittel    | ca. 30 %                                   |
| Elektrische Leistung            | 49,9 MW                                    |
| Jährliche Brutto-Stromerzeugung | ca. 110 GWh (prognostiziert)               |
| Kühlturm                        |                                            |
| Bauart                          | Zellenkühler-Hybridkühlturm                |
| Wasserverbrauch pro Jahr        | 870.000 m³                                 |
| Gesamtanlage                    |                                            |
| Spitzenwirkungsgrad             | ca. 28 %                                   |
| Wirkungsgrad im Jahresmittel    | ca. 15 %                                   |
| Erwartete Lebensdauer           | mindestens 40 Jahre                        |

### Andasol 2
In unmittelbarer Nähe von Andasol 1 begannen im Februar 2007 die Baumaßnahmen für die Errichtung eines weiteren praktisch baugleichen Parabolrinnenkraftwerks Andasol 2, das Mitte 2009 den Testbetrieb aufgenommen hat. Das Solarfeld ist bereits fertiggestellt.
Eigentümer des Kraftwerks Andasol 2 ist die Andasol 2 Central Termosolar Dos, S.A., ebenso wie die Kraftwerksgesellschaft von Andasol 1 mit Sitz in Aldeire. Auch die Anteile dieser Gesellschaft wurden lange Zeit zu 75 % von der Cobra Sistemas y Redes, S.A. und zu 25 % von der Solar Millennium Verwaltungs GmbH gehalten, bis am 16. Juli 2009 Solar Millennium die restlichen 25 % ebenfalls an die ACS/Cobra-Gruppe veräußerte.

### Andasol 3
Das dritte Kraftwerk Andasol 3 entstand seit September 2009 in unmittelbarer Nähe zu Andasol 1 und 2. Im Juni 2010 wurde die Montage der Parabolrinnen-Kollektoren abgeschlossen. Die Inbetriebnahme erfolgte im September 2011. Die Leistung des Kraftwerks beträgt 50 MW.
Andasol 3 befindet sich im Eigentum der spanischen Gesellschaft Marquesado Solar S.L. Hauptgesellschafter und direkt beteiligt sind die Stadtwerke München GmbH mit 61,9 %. Weitere Gesellschafter sind: mit 25,1 % die AS 3 Beteiligungs GmbH mit Sitz in Essen, eine Beteiligungsgesellschaft, die von den Gesellschaftern RWE Innogy GmbH (51,0 %) und Rheinenergie AG (49,0 %) gehalten wird; sowie mit 13,0 % die Andasol Kraftwerks GmbH (gehört dem Andasol 3 Fonds, nachdem dieser den Anteil von der insolventen Solar Millennium am 12. Juli 2012 erworben hat).